# Linfeng (köping i Kina)
Linfeng (kinesiska: 林凤镇, 林凤) är en köping i Kina. Den ligger i provinsen Sichuan, i den sydvästra delen av landet, omkring 160 kilometer sydost om provinshuvudstaden Chengdu. Antalet invånare är 21 964. Befolkningen består av 10 958 kvinnor och 11 006 män. Barn under 15 år utgör 23,0 %, vuxna 15-64 år 63 %, och äldre över 65 år 13,0 %.
Genomsnittlig årsnederbörd är 1 416 millimeter. Den regnigaste månaden är september, med i genomsnitt 262 mm nederbörd, och den torraste är december, med 15 mm nederbörd.